# Emphania subsmaragdina
Emphania subsmaragdina är en skalbaggsart som beskrevs av Ahrens och Fabrizi 2008. Emphania subsmaragdina ingår i släktet Emphania och familjen Melolonthidae. Inga underarter finns listade i Catalogue of Life.